# Jarosław Schabieński
Jarosław Schabieński (ur. 26 maja 1965 w Łomży) – polski polityk, nauczyciel i samorządowiec, doktor nauk humanistycznych, były wicewojewoda podlaski.

## Życiorys
Ukończył w 1989 studia z zakresu historii w białostockiej filii Uniwersytetu Warszawskiego. W 2016 na Uniwersytecie Kardynała Stefana Wyszyńskiego w Warszawie uzyskał stopień doktora nauk humanistycznych na podstawie rozprawy zatytułowanej Władza i opozycja w województwie suwalskim w latach 1975–1981 napisanej pod kierunkiem profesora Jana Żaryna. W 2017 z rąk premier Beaty Szydło otrzymał honorowy tytuł profesora oświaty.
Pracował jako nauczyciel w szkołach średnich w Suwałkach. Od 1998 do 2004 był zatrudniony na różnych stanowiskach w Centrum Edukacji Nauczycieli w tym mieście. Współpracował z Fundacją Edukacja dla Demokracji. Jest współautorem książki Młodzież i nauczyciele wobec władzy w Polsce północno-wschodniej w latach 1980–1986.
W latach 2002–2006 sprawował mandat radnego suwalskiej rady miejskiej. Od marca 2006 do listopada 2007 sprawował urząd wicewojewody podlaskiego z przerwą w okresie od lutego do maja 2007, kiedy zajmował stanowisko osoby pełniącej obowiązki organów samorządu województwa podlaskiego, utworzone w związku z zaistniałą (po raz pierwszy od czasu reformy samorządowej) niemożnością powołania nowego zarządu województwa i koniecznością przeprowadzenia przedterminowych wyborów do sejmiku podlaskiego III kadencji.
Ponownie pracował jako nauczyciel, w 2018 został naczelnikiem w strukturze Instytutu Pamięci Narodowej. Również w 2018 z listy PiS powrócił do suwalskiej rady miasta. Mandat radnego utrzymał także w 2018.

## Odznaczenia
Odznaczony Srebrnym Krzyżem Zasługi (2001). 